# Coppa di Romania 2022-2023 (pallavolo maschile)
La Coppa di Romania 2022-2023, 17ª edizione della coppa nazionale maschile di pallavolo, si è svolta dal 1º ottobre 2022 al 19 marzo 2023: al torneo hanno partecipato dodici squadre di club rumene e la vittoria finale è andata per la prima volta all'Universitatea Craiova.

## Formula
La formula ha previsto ottavi di finale, quarti di finale, entrambe giocate con gara di andata e ritorno, semifinali e finale.

## Squadre partecipanti
- Arcada Galați
- Baia Mare
- CSM Constanța
- Dinamo Bucarest
- Rapid Bucarest
- SCM Zalău

- Steaua Bucarest
- Știința Bucarest
- Suceava
- Unirea Dej
- Universitatea Cluj
- Universitatea Craiova

## Torneo

### Tabellone
|  | Ottavi di finale   | Ottavi di finale | Ottavi di finale |  |  | Quarti di finale      | Quarti di finale | Quarti di finale |   |  | Semifinali            | Semifinali |               |   | Finale | Finale |  |
|  |                    |                  |                  |  |  |                       |                  |                  |   |  |                       |            |               |   |        |        |  |
|  |                    |                  |                  |  |  | Universitatea Craiova | 3                | 3                |   |  |                       |            |               |   |        |        |  |
|  | Știința Bucarest   | 1                | 0                |  |  | Unirea Dej            | 1                | 0                |   |  |                       |            |               |   |        |        |  |
|  | Unirea Dej         | 3                | 3                |  |  |                       |                  |                  |   |  | Universitatea Craiova | 3          |               |   |        |        |  |
|  | Baia Mare          | 3                | 2                |  |  |                       |                  | Steaua Bucarest  | 2 |  |                       |            |               |   |        |        |  |
|  | CSM Constanța      | 1                | 3                |  |  | Baia Mare             | 0                | 2                |   |  |                       |            |               |   |        |        |  |
|  |                    |                  |                  |  |  | Steaua Bucarest       | 3                | 3                |   |  |                       |            |               |   |        |        |  |
|  |                    |                  |                  |  |  |                       |                  |                  |   |  | Universitatea Craiova | 3          |               |   |        |        |  |
|  | Suceava            | 0                | 0                |  |  |                       |                  |                  |   |  |                       |            | Arcada Galați | 1 |        |        |  |
|  | Universitatea Cluj | 3                | 3                |  |  | Universitatea Cluj    | 0                | 0                |   |  |                       |            |               |   |        |        |  |
|  |                    |                  |                  |  |  | Arcada Galați         | 3                | 3                |   |  |                       |            |               |   |        |        |  |
|  |                    |                  |                  |  |  |                       |                  |                  |   |  | Arcada Galați         | 3          |               |   |        |        |  |
|  |                    |                  |                  |  |  |                       |                  | Dinamo Bucarest  | 2 |  |                       |            |               |   |        |        |  |
|  |                    |                  |                  |  |  | Dinamo Bucarest       | 3                | 3                |   |  |                       |            |               |   |        |        |  |
|  | Rapid Bucarest     | 1                | 3                |  |  | SCM Zalău             | 0                | 2                |   |  |                       |            |               |   |        |        |  |
|  | SCM Zalău          | 3                | 1                |  |  |                       |                  |                  |   |  |                       |            |               |   |        |        |  |

### Risultati

#### Ottavi di finale

##### Andata
| 1º ottobre 2022 Sala Polivalentă Rapid, Bucarest Durata: 1h:51 - Spettatori: 250          | Rapid Bucarest   | 1 - 3 | SCM Zalău          | 21-25, 22-25, 25-19, 13-25 |
| 1º ottobre 2022 Sala de Sport Dumitru Bernicu, Suceava Durata: 1h:09 - Spettatori: 300    | Suceava          | 0 - 3 | Universitatea Cluj | 12-25, 20-25, 18-25        |
| 1º ottobre 2022 Arena Romsilva Știința București, Bucarest Durata: 1h:46 - Spettatori: 50 | Știința Bucarest | 1 - 3 | Unirea Dej         | 25-22, 20-25, 21-25, 24-26 |
| 27 novembre 2022 Sala Sporturilor Lascăr Pană, Baia Mare Durata: 1h:36 - Spettatori: 100  | Baia Mare        | 3 - 1 | CSM Constanța      | 25-22, 16-25, 25-17, 25-21 |

##### Ritorno
| 26 ottobre 2022 Sala Sporturilor Gheorghe Tadici, Zalău Durata: 2h:06 - Spettatori: 400    | SCM Zalău          | 1 - 3 | Rapid Bucarest   | 22-25, 22-25, 25-23, 23-25       |
| 26 ottobre 2022 Sala Sporturilor Horia Demian, Cluj-Napoca Durata: 1h:20 - Spettatori: 200 | Universitatea Cluj | 3 - 0 | Suceava          | 25-22, 28-26, 25-21              |
| 26 ottobre 2022 Sala Sporturilor, Dej Durata: 1h:05 - Spettatori: 200                      | Unirea Dej         | 3 - 0 | Știința Bucarest | 25-15, 25-21, 25-21              |
| 4 dicembre 2022 Sala Sporturilor, Costanza Durata: 1h:56 - Spettatori: 200                 | CSM Constanța      | 3 - 2 | Baia Mare        | 25-21, 20-25, 16-25, 25-23, 15-8 |

#### Quarti di finale

##### Andata
| 18 dicembre 2022 Sala Sporturilor Dunărea, Galați Durata: 0h:53 - Spettatori: 350        | Universitatea Cluj    | 0 - 3 | Arcada Galați   | 7-25, 14-25, 10-25         |
| 21 dicembre 2022 Sala Polivalentă Dinamo, Bucarest Durata: 1h:32 - Spettatori: 100       | Dinamo Bucarest       | 3 - 0 | SCM Zalău       | 25-23, 25-22, 26-24        |
| 21 dicembre 2022 Sala Polivalentă, Craiova Durata: 1h:37 - Spettatori: 50                | Universitatea Craiova | 3 - 1 | Unirea Dej      | 19-25, 25-15, 25-20, 25-19 |
| 21 dicembre 2022 Sala Sporturilor Lascăr Pană, Baia Mare Durata: 1h:19 - Spettatori: 111 | Baia Mare             | 0 - 3 | Steaua Bucarest | 22-25, 23-25, 20-25        |

##### Ritorno
| 19 dicembre 2022 Sala Sporturilor Dunărea, Galați Durata: 1h:00 - Spettatori: 30         | Arcada Galați   | 3 - 0 | Universitatea Cluj    | 25-14, 25-10, 25-16               |
| 15 febbraio 2023 Sala Sporturilor Gheorghe Tadici, Zalău Durata: 2h:16 - Spettatori: 800 | SCM Zalău       | 2 - 3 | Dinamo Bucarest       | 15-25, 28-26, 25-23, 21-25, 12-15 |
| 22 dicembre 2022 Sala Polivalentă, Craiova Durata: 1h:05 - Spettatori: 50                | Unirea Dej      | 0 - 3 | Universitatea Craiova | 14-25, 14-25, 18-25               |
| 28 dicembre 2022 Sala Mihai Viteazul, Bucarest Durata: 1h:54 - Spettatori: 200           | Steaua Bucarest | 3 - 2 | Baia Mare             | 23-25, 25-15, 25-20, 21-25, 15-12 |

#### Semifinali
| 18 marzo 2023 Sala Sporturilor Popescu Colibași, Brașov Durata: 2h:16 - Spettatori: 400 | Universitatea Craiova | 3 - 2 | Steaua Bucarest | 25-22, 20-25, 25-22, 23-25, 17-15 |
| 18 marzo 2023 Sala Sporturilor Popescu Colibași, Brașov Durata: 2h:13 - Spettatori: 500 | Arcada Galați         | 3 - 2 | Dinamo Bucarest | 25-18, 21-25, 25-20, 18-25, 15-10 |

#### Finale
| 19 marzo 2023 Sala Sporturilor Popescu Colibași, Brașov Durata: 2h:01 - Spettatori: 1 000 | Universitatea Craiova | 3 - 1 | Arcada Galați | 17-25, 25-23, 25-18, 28-26 |

## Statistiche
| Rendimento individuale | Rendimento individuale | Rendimento individuale | Rendimento individuale |
| Pos.                   | Nome                   | Punti                  | Squadra                |
| ---------------------- | ---------------------- | ---------------------- | ---------------------- |
| 1                      | Filip Kovačević        | 61                     | Universitatea Craiova  |
| 2                      | Marius Cheagă          | 59                     | Baia Mare              |
| 3                      | Mihai Tarţa            | 57                     | Baia Mare              |
| 4                      | Vinicius dos Santos    | 50                     | Universitatea Craiova  |
| 5                      | Oleksandr Buzduhan     | 48                     | SCM Zalău              |

| Attacchi vincenti | Attacchi vincenti   | Attacchi vincenti | Attacchi vincenti     |
| Pos.              | Nome                | Punti             | Squadra               |
| ----------------- | ------------------- | ----------------- | --------------------- |
| 1                 | Mihai Tarţa         | 55                | Baia Mare             |
| 2                 | Marius Cheagă       | 52                | Baia Mare             |
| 3                 | Vinicius dos Santos | 46                | Universitatea Craiova |
| 4                 | Filip Kovačević     | 45                | Universitatea Craiova |
| 5                 | Sérgio Júnior       | 44                | Dinamo Bucarest       |

| Muri vincenti | Muri vincenti    | Muri vincenti | Muri vincenti         |
| Pos.          | Nome             | Punti         | Squadra               |
| ------------- | ---------------- | ------------- | --------------------- |
| 1             | Ștefan Lupu      | 17            | Universitatea Craiova |
| 2             | Bela Bartha      | 16            | Dinamo Bucarest       |
| 3             | Filip Cvetičanin | 14            | SCM Zalău             |
| 4             | Robert Călin     | 11            | Universitatea Craiova |
| 4             | Fernando Pilan   | 11            | Rapid Bucarest        |

| Battute vincenti | Battute vincenti | Battute vincenti | Battute vincenti      |
| Pos.             | Nome             | Punti            | Squadra               |
| ---------------- | ---------------- | ---------------- | --------------------- |
| 1                | Filip Kovačević  | 7                | Universitatea Craiova |
| 2                | Veniamin Aldea   | 6                | Baia Mare             |
| 2                | Mircea Peța      | 6                | Steaua Bucarest       |
| 2                | Radu Tănase      | 6                | Universitatea Cluj    |
| 5                | Vlad Cuciureanu  | 5                | SCM Zalău             |
| 5                | Andrei Druta     | 5                | CSM Constanța         |
| 5                | Kristaps Smits   | 5                | Arcada Galați         |